# Макролит

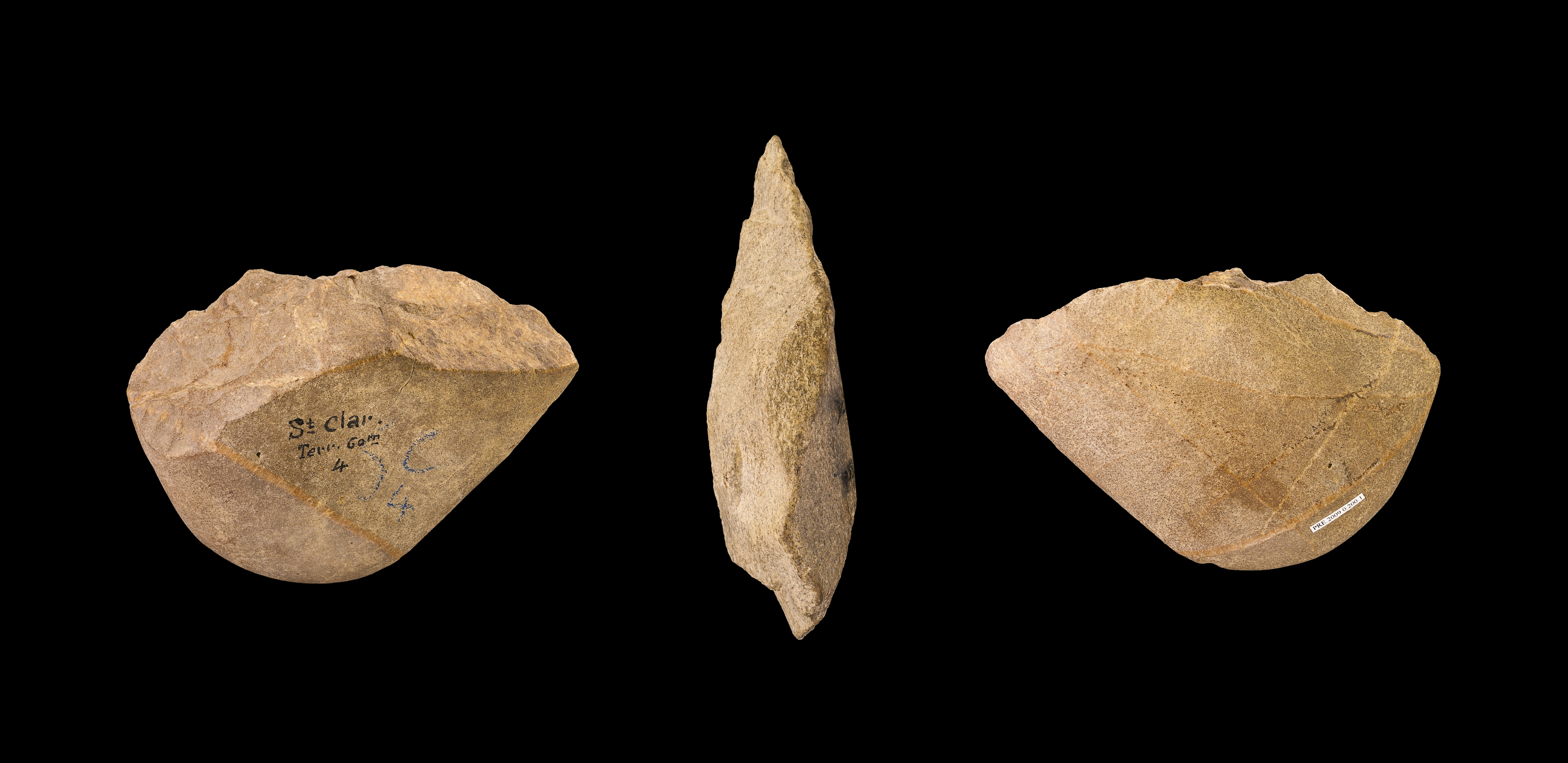
Чоппер из Франции

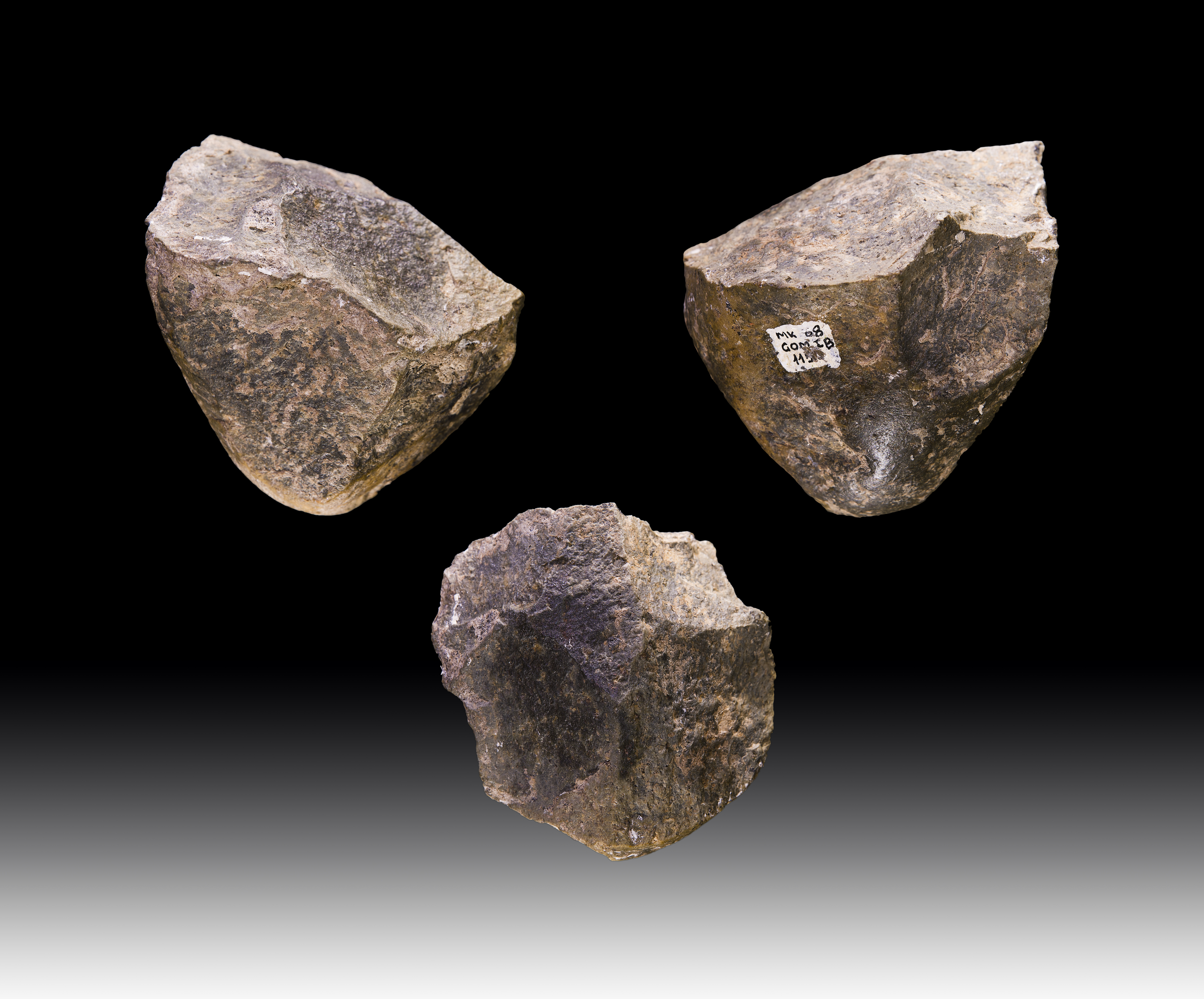
Чоппинг из Эфиопии, 1,7 млн л. н.

Макроли́ты (от др.-греч. μακρός — большой и λίθος — камень), макроорудия — каменные орудия, массивные грубо или более искусно изготовленные из валунов, желваков, гальки и т. д. методом оббивки. Этот термин применяют для орудий разных эпох и он не всегда относится к орудиям очень крупных размеров. Здесь имеется противопоставление с обычно более мелкими орудиями на сколах.

## Галечные орудия

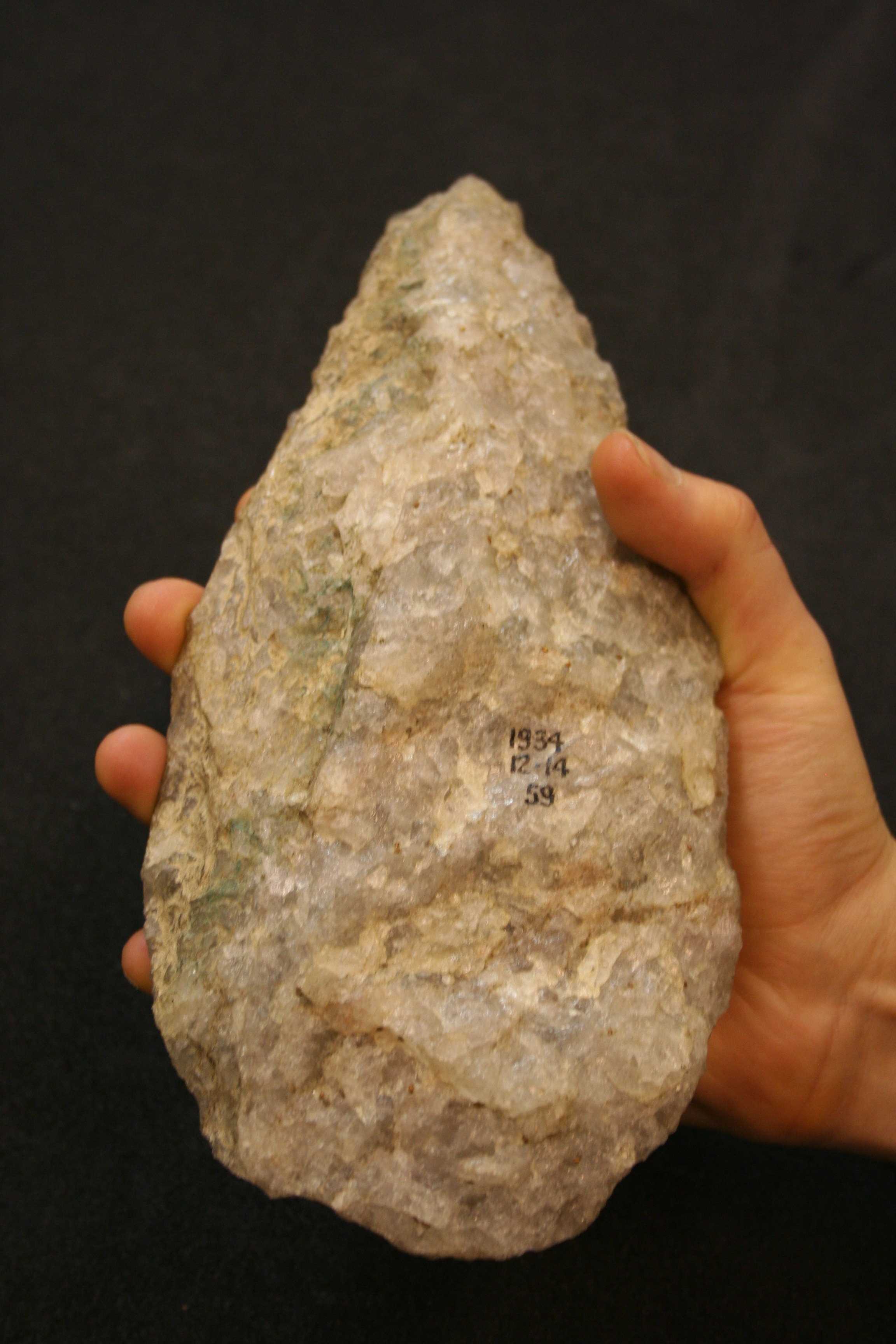
Бифас из Олдувайского ущелья, 1 млн л. н.

Самые примитивные из макролитов — галечные орудия (англ. pebble-tool, фр. galet amenagée) чопперы и чоппинги. Первые подобные орудия (чопперы) появились ещё 2,7—2,4 млн лет назад в раннем палеолите, в доашельский период. Чопперы (англ. chopper — рубщик, ударник) имеют ряд сколов только с одной стороны. Чоппинги (англ. chopping-tool) («бифасиальные чопперы») — с двух. Естественно, что из чоппера легко получается чоппинг. В процессе скалывания оставались отщепы, которые также служили орудиями. Поэтому не всякое галечное изделие реально выполняло роль орудия, а могло быть лишь заготовкой.
Наиболее характерны чопперы и дополнившие их чоппинги для эпохи олдувайской культуры (с 1,89—1,70 по 1 млн л. н.). Галечные орудия использовались кое-где и в более поздние периоды, вплоть до бронзового века. И даже отмечены этнографами (Австралия, Огненная Земля).

## Рубила
Рубила или ручные топоры (англ. hand axe — ручной топор; фр. coup-de-poing — каменный топор, буквально — каменный кулак) и их самую распространённую разновидность бифасы (фр., англ. biface, буквально — двусторонник) аббевильской (1,5 млн. —300 тысяч л. н.) и ашельской культуры (с 1,76 млн по 150—120 тысяч л. н.) изготовляли путём многочисленных скалываний с обеих сторон. Благодаря этому они приобретали удобную для работы форму. Иногда бывают длиной до 20 см и весом до 2,5 кг, но часто довольно маленькие. Ашельские бифасы более тщательно изготовлены, чем аббевильские.
В ашеле существовали и другие макролиты: монофасы (фр. monoface) — орудия из расколотых галек, оббитые с одной плоскости; унифасы (фр. uniface) — тоже оббитые с одной плоскости, но радиальными сколами; кливеры (англ. cleaver — колун; фр. hachereau — топорик, секач; нем. Spalter — колун) — крупные изделия V-образной или др. формы, с обработанными продольными краями, но с острым поперечным лезвием, оставленным без подправки; пики (пика, пик; фр. pic) — крупные орудия с галечным или желвачным основанием и с двумя остро сходящимися обработанными краями.

## Гигантолиты
Это другое название для крупных каменных орудий. К ним относят орудия палеолита Кавказа.
Так же называют орудия культур раннего докерамического неолита или эпипалеолита Ливана и Палестины, где изготовляли крупные и грубо обработанные орудия. Эту технику в западной археологии называют «тяжёлым неолитом» (англ. Heavy Neolithic) или «гигантолитом» (англ. Gigantolithic), а сами орудия «гигантолитами» (англ. gigantolith). К ним же относятся и крупные двусторонне обработанные орудия раннего неолита Европы и Сибири.